# Patu spinithoraxi
Patu spinithoraxi is een spinnensoort uit de familie Symphytognathidae. De soort komt voor in China.